# 平瀬トンネル
平瀬トンネル（びょうぜトンネル、びょうのせトンネル）は、東日本旅客鉄道（JR東日本）磐越西線の日出谷駅 - 鹿瀬駅間にあり、引入沢山を貫く全長2,006 mの鉄道トンネルである。新潟県東蒲原郡阿賀町に位置する。
2016年に「磐越西線鉄道施設群」の一部として、土木学会選奨土木遺産に選ばれる。

## 建設
西口（鹿瀬側）は地質軟弱で崩壊、東口（日出谷側）は堅硬な凝灰岩で湧水量が多いなど、難工事で36か月の工期を要して、1914年（大正3年）11月に完成し、これにより磐越西線（当時岩越線）は全通した。日出谷側上部に「宝蔵興焉」（「ほうぞうこうえん」、宝蔵これにおこる）、鹿瀬側上部に「貨財殖焉」（「かざいしょくえん」、貨財これにふえる）と書かれた、鉄道院総裁であった後藤新平の揮毫による石碑が掲げられている（トンネル完成時点での総裁は床次竹二郎、また原文は右書き）。これは、「宝の蔵が開かれて財貨が増える」という意味である。
湧水に悩まされたこのトンネルは難工事であったが、奇跡的に1人の犠牲者も出さずに完成した。これを後世に伝えたいと考えた地元の人たちが、たまたま日出谷駅前に診療所を開業することになった粂三輔医師が、福島県立須賀川医院医学所時代に鉄道院総裁の後藤新平と同期生であったことから、そのつてをたどって後藤に揮毫を依頼したものである。後藤も犠牲者が出なかったことに喜び、快く筆を執ったという。しかし1文字ずつ紙に漢字を執筆したものを送ってきたため、地元ではどの順番で並べて良いかわからず、書の大家であった隣の両鹿瀬村の村長に依頼して解読してもらい、ようやく「宝蔵興焉」「貨財殖焉」と判明したという。
このトンネルは、内部が標準軌用の断面になっており、当時盛んに議論されていた改軌に関連して、日本の鉄道網を標準軌に改築するための準備工事の一端であるとされている。
トンネル建設工事の一部を請け負った太田組社長梅野実によれば、当初は狭軌で建設を進めたが、改軌論者の後藤新平が総裁になって標準軌で工事する指示が出され、さらに次の総裁の床次竹二郎が改軌の中止を命じて再度狭軌での工事になり完成したため、入口と出口が狭軌用断面で中央部が標準軌用断面になったという。
東口から7チェーン（約141 m）、西口から9チェーン（約181 m）は従来からの単線断面トンネルで、中央の1マイル3チェーン72リンク（約1,684 m）は標準軌用断面となっている。用いられたのは広軌隧道定規という断面で、従来より高さが3フィート（約914 mm）、幅が1フィート6インチ（約457 mm）拡大されて、断面積が約1.3倍となっている。最大幅5,030 mm、施工基面からの天井高さは5,945 mmである。

## 周辺
- 新潟県道322号鹿瀬日出谷線
- 引入沢山